# Deuxième offensive d'Alep
Guerre civile syrienne
La deuxième offensive d'Alep ou opération Canopus Star est une campagne militaire menée pendant la guerre civile syrienne par l'armée syrienne avec le soutien du Hezbollah et d'autres milices pro-gouvernementales. Elle a lieu du 7 décembre 2013 au 20 octobre 2014 et fait suite à la première offensive d'Alep qui avait permis de reconquérir un corridor entre Alep et le centre de la Syrie. L'objectif de cette seconde offensive est d'encercler Alep afin de couper les lignes d'approvisionnement des rebelles et d'assiéger les quartiers de la ville tenus par les insurgés.